# Gastrotheca atympana
Gastrotheca atympana är en groddjursart som beskrevs av Duellman, Lehr, Rodríguez och von May 2004. Gastrotheca atympana ingår i släktet Gastrotheca och familjen Hemiphractidae. IUCN kategoriserar arten globalt som otillräckligt studerad. Inga underarter finns listade i Catalogue of Life.